# Peter von Goëss
Johann Peter II, comte de Goëss, baron de Karlsberg et de Moosburg, né le 8 février 1774 à Florence et mort le 11 juillet 1846 à Vienne, est un fonctionnaire autrichien, juriste, conseiller privé et trésorier. Il est président de l'administration provinciale (Gubernium) de la Dalmatie et de Styrie-Carinthie, puis gouverneur de la Galicie (1809-1815) et maréchal de la cour de la Basse-Autriche (1825-1834).

## Biographie
Peter von Goëss est le fils du major général Johann Karl Anton Goëss (1728–1798) et de la comtesse Maria Anna Christalnigg von und zu Gillitzstein (1751–1809). Il a étudié le droit à l'université de Vienne, puis a rejoint la fonction publique.
À partir de 1803, il est chef du gouvernement de la Dalmatie, une province qui les Autrichiens ont acquis après la chute de la république de Venise par le traité de Campo-Formio en 1797. Il se distingue par ses contributions en aidant à combattre une famine. Prudent, ingénieux et actif, il cherche également à améliorer la situation économique de la région par des mesures de secours et de création d'emplois (construction de routes). À partir de 1804, il dirige les états provinciaux en Carinthie, puis, en 1806, il est président du gouvernement provincial de Styrie-Carinthie.
En 1809, le comte Goëss est entré dans l'histoire parce qu'il a soutenu la rébellion des Tyroliens au nom de l'archiduc Jean-Baptiste d'Autriche. Le chef de l'insurrection, Andreas Hofer, est, pour ainsi dire, « sa création ». Parce que, au cours de la guerre de la Cinquième Coalition, la Carinthie est coupée de Vienne par les troupes françaises, il pouvait risquer d'armer les gens, ce qui n'était pas bien vu à la cour impériale. Il a également construit la forteresse de Malborgeth et organisé la défense du pays de Carinthie.
Goëss est arrêté à plusieurs reprises par les Français pendant les guerres napoléoniennes. Sa mission est récompensée par le titre de maréchal de la cour impériale et par le lucratif poste du gouverneur à Venise. À partir de 1809, il est gouverneur de la province de Galice et en 1815 des provinces vénitiennes. Il est nommé en 1825 maréchal de la cour de Basse-Autriche et 1834 Grand maréchal du palais. Il est président de la Société philharmonique de Vienne et l'un des fondateurs de la Première banque d'épargne autrichienne.
Le comte von Goëss occupe à partir de 1819 des fonctions et des postes honorifiques les plus importants, dans diverses Commissions impériales, président de la Société agricole impériale à Vienne, conservateur supérieur de l'institution générale la caisse d'épargne et membre honoraire de l'académie des beaux-arts de Vienne, l'académie impériale des beaux-arts de Venise, la société impériale pour la promotion de l' agriculture, de la nature et de la géographie de la Moravie et la Silésie autrichienne, des sociétés agricoles de Styrie, de Carinthie et de Carniole.

## Distinctions
- Chevalier de l'Ordre de la Toison d'Or (1816)
- Chevalier de 1re classe de l'Ordre de la Couronne de Fer
- Commandeur de l'Ordre impérial de Léopold
- Croix du mérite Civil Dorée de 1813/1814
- Chevalier de l'Ordre de Saint-Alexandre Nevski
- Chevalier de l'Ordre de l'Aigle blanc
- Grand-Croix de l'Ordre du mérite civil de la Couronne de Bavière
- Ordre sacré et militaire constantinien de Saint-Georges

## Sources
- (de) Cet article est partiellement ou en totalité issu de l’article de Wikipédia en allemand intitulé « Peter von Goëss » (voir la liste des auteurs).